# Palaiseau
Palaiseau is een gemeente in het Franse departement Essonne (regio Île-de-France), 18 km ten zuidwesten van Parijs. De gemeente telde 36.067 inwoners op 1 januari 2022. De stad is de hoofdplaats (onderprefectuur) van het arrondissement Palaiseau.

## Geschiedenis
Op het plateau van Saclay zijn resten van een Gallisch dorp gevonden. De naam van de gemeente is afgeleid van het Latijnse palatiolum ("klein paleis"), omdat hier een koninklijk paleis van de Merovingen zou hebben gestaan. In de middeleeuwen was het grondgebied van de huidige gemeente verdeeld over verschillende heerlijkheden. Pas in de vroegmoderne tijd was er sprake van een heerlijkheid en later markizaat Palaiseau. Palaiseau ontwikkelde zich als een straatdorp langs de baan tussen Parijs en Chartres. De plaats lag op een halve dag reizen per koets vanuit Parijs.
In 1860 kreeg Palaiseau een spoorwegstation. Door de nabijheid van Parijs vestigden zich hier rijke burgers uit de hoofdstad en ook schrijvers als George Sand, Alexandre Dumas fils en Charles Péguy verbleven hier. Na de Franse nederlaag in de Frans-Duitse Oorlog werd een gordel van forten gebouwd rond Parijs. In de gemeente kwamen het Fort van Palaiseau en twee batterijen (Batterie de l'Yvette en Batterie de la Pointe). Vanaf de jaren 1950 begon de verstedelijking van Palaiseau.

## Geografie
De oppervlakte van Palaiseau bedroeg op 1 januari 2022 11,51 vierkante kilometer; de bevolkingsdichtheid was toen 3.133,5 inwoners per km².
Het noorden van de gemeente ligt op het plateau van Saclay, waar in het verleden graan werd geteeld. In de 17e eeuw werden op dit plateau kanalen (rigoles) gegraven om de tuinen van Versailles van water te voorzien. In het zuiden ligt de vallei van Chevreuse waar de Yvette door stroomt. Daartussen liggen heuvels waar in het verleden wijndruiven en groenten werden geteeld.
De onderstaande kaart toont de ligging van Palaiseau met de belangrijkste infrastructuur en aangrenzende gemeenten.

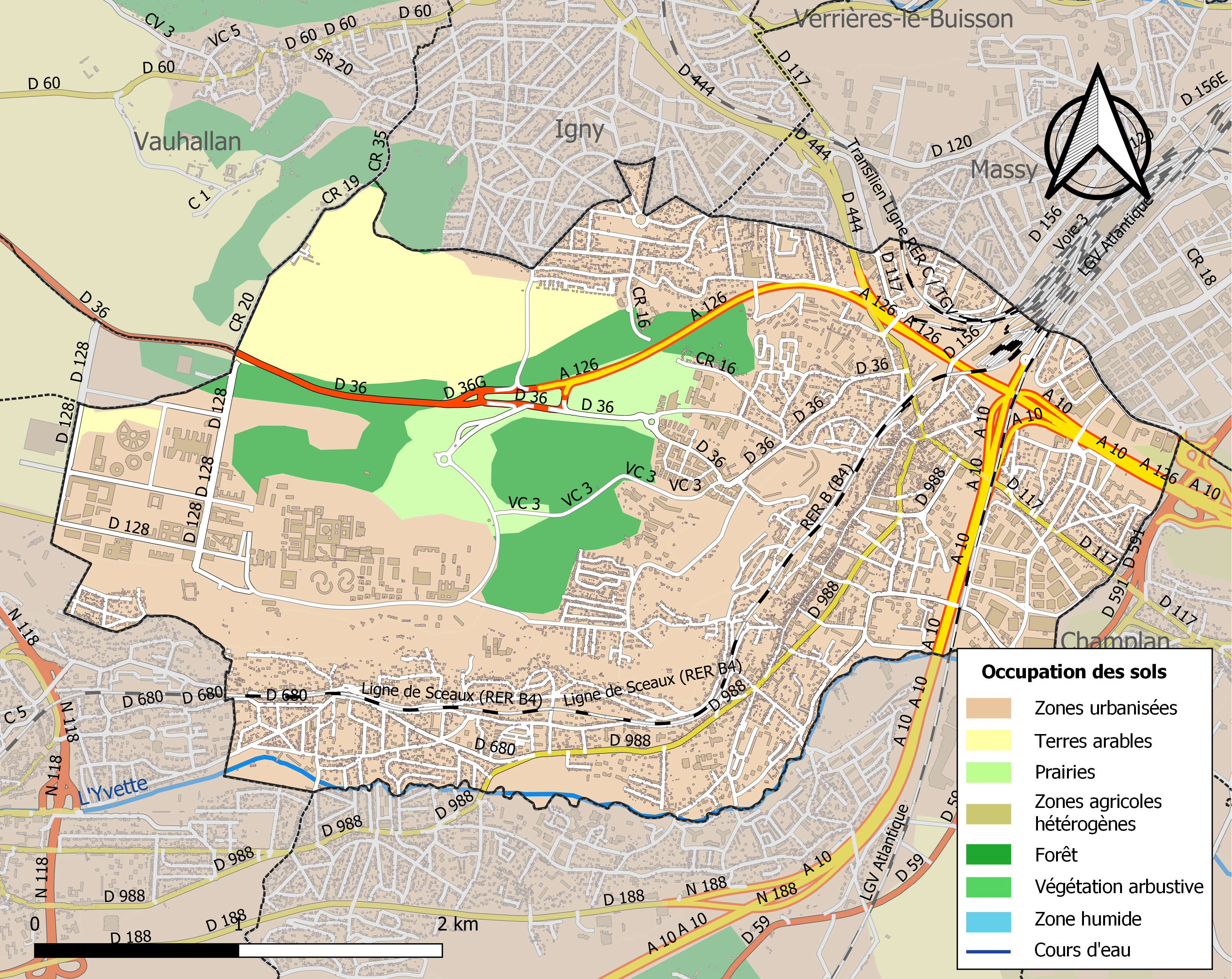

## Demografie
Onderstaande figuur toont het verloop van het inwonertal (bron: INSEE-tellingen).

## Onderwijs
In de gemeente zijn verschillende Grandes Écoles en onderzoekinstututen van de Universiteit Parijs-Saclay gevestigd:
- École Nationale Supérieure de Techniques Avancées
- École Polytechnique, sinds 1976
- Institut d'optique Graduate School

## Onderzoek
- Office national d'études et de recherches aérospatiales

## Bezienswaardigheden
- Kerk Saint-Martin (12e eeuw)

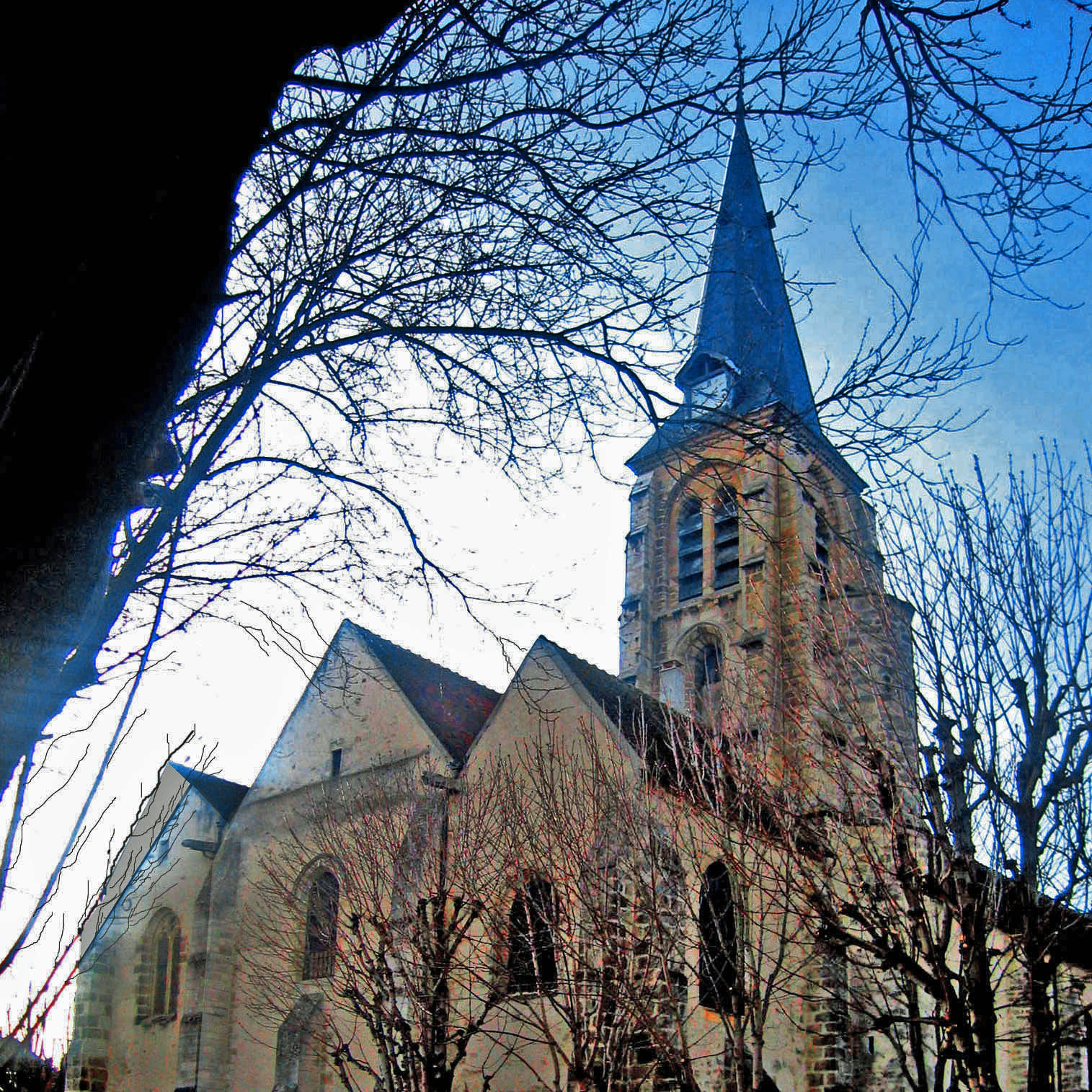
Kerk Saint-Martin

- Musée du Hurepoix, streekmuseum geopend in 1991

## Verkeer en vervoer
In de gemeente liggen de stations Palaisseau en Palaiseau - Villebon. Ze maken deel uit van het RER-netwerk.
De autosnelwegen A10 en A126 lopen door de gemeente.

## Geboren in Palaiseau
- Françoise Chandernagor (1945), schrijfster
- Sébastien Vigier (1997), baanwielrenner

## Varia
- In de roman Elementaire deeltjes (1998) van Michel Houellebecq werkt een van de twee hoofdpersonen, de moleculair bioloog Michel Djerzinski, bij het Instituut voor Moleculaire Biologie (onderdeel van het CNRS) in Palaiseau. Zijn wetenschappelijk pionierswerk op het gebied van gentechnologie leidt in 2029, twintig jaar na zijn dood, tot de creatie van een nieuwe, verbeterde mensensoort. Die gebeurtenis vindt ter ere van Djerzinski plaats in Palaiseau.[4]